# José Antonio Alonso
José Antonio Alonso Suárez (ur. 28 marca 1960 w Leónie, zm. 2 lutego 2017 w Madrycie) – hiszpański polityk i prawnik, sędzia, parlamentarzysta, w latach 2004–2006 minister spraw wewnętrznych, od 2006 do 2008 minister obrony.

## Życiorys
Ukończył w 1982 prawo na Universidad de León. Rozpoczął następnie pracę w hiszpańskim sądownictwie. Orzekał w sądach w różnych miejscowościach, awansował później na sędziego sekcji kryminalnej sądu prowincjonalnego w Madrycie. Był rzecznikiem stowarzyszenia sędziów Jueces para la Democracia i od 2001 członkiem Rady Głównej Władzy Sądowniczej.
W 2004 zaangażował się w działalność polityczną w ramach Hiszpańskiej Socjalistycznej Partii Robotniczej (PSOE). Z jej ramienia w tym samym roku uzyskał mandat posła do Kongresu Deputowanych, który odnawiał w wyborach w 2004 i 2008.
W kwietniu 2004 objął urząd ministra spraw wewnętrznych w rządzie José Luisa Zapatero. W kwietniu 2006 zastąpił w tym gabinecie José Bono Martíneza na stanowisku ministra obrony, które zajmował do kwietnia 2008. Od 2008 był rzecznikiem frakcji socjalistycznej w niższej izbie Kortezów Generalnych.
W 2012 zrezygnował z mandatu poselskiego i aktywności partyjnej, powracając do zawodu sędziego.